# أم البيار (الزرقاء)
أم البيار منطقة سكنية تقع في لواء قصبة الزرقاء، محافظة الزرقاء في الأردن. تنتمي المنطقة لقضاء بيرين الذي يضم 24 منطقة. يقدر عدد سكانها بـ 971 نسمة حسب إحصاء 2015.

## الوصلات الخارجية
- دائرة الاحصاءات العامة